# 阿默布赫
阿默布赫（德語：Ammerbuch，發音：[ˈamɐbuːx]）是德国巴登-符腾堡州蒂宾根行政区蒂宾根县的市镇，面积48.04平方千米，2023年12月31日人口为11,552人。